# Aglaia Szyszkowitz
Aglaia Szyszkowitz (Graz, 11 gennaio 1968) è un'attrice austriaca.
Attrice attiva principalmente in campo televisivo, è protagonista in vari film TV e nella serie Einsatz in Hamburg.

## Biografia
Aglaia Szyszkowitz nasce a Graz l'11 gennaio 1968.
Dopo essere apparsa a metà degli anni novanta in alcune serie TV e nel film TV diretto da Rainer Bär Der rote Tod, ottiene il suo primo ruolo da protagonista nel 1998 nel film commedia diretto da Vivian Naefe In fuga a Venezia, dove interpreta la parte di Eva. L'anno seguente, è poi protagonista, al fianco di Thomas Kretschmann, del film TV, diretto da Michael Rowitz, Der Tod in deinen Augen, dove interpreta il ruolo di Laura Tilman.
A partire dal 2000, è protagonista, nel ruolo del commissario Jenny Berlin, dei 15 episodi della serie poliziesca ambientata ad Amburgo Einsatz in Hamburg (originariamente nota con il titolo Jenny Berlin), serie che si concluderà nel 2013.
In seguito, nel 2003, è protagonista, nel ruolo di Paula Wegner del film TV diretto da Thomas Berger Una fidanzata per Babbo Natale e nel 2005 è protagonista del film TV, diretto da Dominique Othenin-Girard, 1200° - La verità in fondo al tunnel, dove interpreta il ruolo del uolo del pubblico ministero Sabine Fink.  Nel 2009 è poi protagonista, al fianco di Heiko Deutschmann, del film TV romantico, diretto da Sven Bohse, L'organizzatore di cuori.
Nel 2012 è poi protagonista, nel ruolo di Vivien Harper, del film TV, basato su un romanzo di Katie Fforde, Una parte di te ed è tra gli interpreti principali, al fianco di Ulrich Tukur e Benjamin Sadler del film storico, diretto da Niki Stein e incentrato sulla biografia del feldmaresciallo e generale nazista Erwin Rommel, Rommel, dove interpreta il ruolo di Lucie Rommel, la moglie del felmaresciallo.
In seguito, nel 2015, è protagonista, nel ruolo di Sophie Brand, del film TV diretto da Tomy Wigand Gara d'amore e del film TV diretto da Jorgo Papavassiliou Un'estate in Grecia, dove interpreta il ruolo di Rieke Nigbur. L'anno seguente è poi tra i protagonisti, a fianco di Samuel Finzi e Fritz Karl del film TV diretto da Markus Herling Seitensprung mit Freunden, dove interpreta il ruolo di Julia Bergmann.

## Filmografia parziale

### Cinema
- In fuga a Venezia (2 Männer, 2 Frauen - 4 Probleme!?), regia di Vivian Naefe (1998)
- Klimt, regia di Raúl Ruiz (2006)
- Rommel, regia di Niki Stein (2012)

### Televisione
- Jede Menge Leben - serie TV, episodio ?x? (1995)
- Der rote Tod, regia di Rainer Bär - film TV (1996)
- Rosamunde Pilcher - Das Haus an der Küste, regia di Dieter Kehler - film TV (1996)
- Der Tod in deinen Augen, regia di Michael Rowitz - film TV (1999)
- Giuda, regia di Raffaele Mertes - film TV (2001)
- Einsatz in Hamburg - serie TV, 15 episodi (2000-2013)
- Una fidanzata per Babbo Natale (Weihnachtsmann über Bord!), regia di Thomas Berger - film TV (2003)
- L'organizzatore di cuori (Liebe ist Verhandlungssache), regia di Sven Bohse - film TV (2009)
- Omicidi nell'alta società (Mord in bester Gesellschaft) - serie TV, episodio 01x11 (2013)
- 1200° - La verità in fondo al tunnel (Der Todestunnel - Nur die Wahrheit zählt), regia di Dominique Othenin-Girard - film TV (2005)
- Geliebter Johann, geliebte Anna, regia di Julian Pölsler - film TV (2009)
- Katie Fforde - Una parte di te (Katie Fforde - Katie Fforde: Ein Teil von dir), regia di Helmut Metzger - film TV (2012)
- Last Cop - L'ultimo sbirro (Der letzte Bulle) - serie TV, episodio 04x13 (2013)
- Der Tote im Eis, regia di Niki Stein - film TV (2013)
- Der Staatsanwalt - serie TV, episodio 09x01 (2014)
- Mord am Höllengrund, regia di Maris Pfeiffer - film TV (2014)
- Gara d'amore (Der Kotzbrocken), regia di Tomy Wigand - film TV (2015)
- Un'estate in Grecia (Ein Sommer in Griechenland), regia di Jorgo Papavassiliou - film TV (2015)
- Seitensprung mit Freunden, regia di Markus Herling - film TV (2016)
- Origin - serie TV, episodio 01x06 (2018)
- Zimmer mit Stall - serie TV, 9 episodi (2018-2022)
- Billy Kuckuck - serie TV, 5 episodi (2018-2022)
- Katakomben - serie TV, 6 episodi (2021)

## Premi e nomination
- 2006: Nomination al premio Magnolia come miglior attrice per 1200° - La verità in fondo al tunnel
- 2007: Premio Josef Krainer
- 2010: Nomination al premio Romy Schneider come attrice preferita per Geliebter Johann, geliebte Anna
- 2016: Nomination al premio Romy Schneider come attrice preferita per Sternschnuppe e Seitensprung mit Freunden
- 2018: Nomination al premio Romy Schneider come attrice preferita per Die Wunderübung